# Patrick Iteka
Patrick Iteka (* 23. Mai 1938 in Uponera; † 22. August 1993) war ein tansanischer Geistlicher und römisch-katholischer Bischof von Mahenge.

## Leben
Patrick Iteka studierte Philosophie und Katholische Theologie am regionalen Priesterseminar St. Paul in Kipalapala. Am 14. August 1965 empfing er das Sakrament der Priesterweihe für das Bistum Mahenge. Ab 1971 war Iteka Kapitularvikar des vakanten Bistums Mahenge.
Am 14. Juni 1973 ernannte ihn Papst Paul VI. zum Bischof von Mahenge. Der Erzbischof von Daressalam, Laurean Kardinal Rugambwa, spendete ihm am 5. September desselben Jahres in Kiviro die Bischofsweihe; Mitkonsekratoren waren der Bischof von Mbeya, James Dominic Sangu, und der Bischof von Morogoro, Adriani Mkoba.